# 荒川道場
『荒川道場』（あらかわどうじょう）は、ほりのぶゆきによる日本の漫画。ショート形式の野球ギャグ漫画である。

## 概要
『漫画パロ野球ニュース』（のち『月刊パロ野球ニュース』）1990年3月号～1991年12月号まで「荒川道場」として連載され、一時中断の後、1993年8月号～1994年12月号まで「新荒川道場」として連載された。掲載フォーマットとしては、「荒川道場」がモノクロ5ページ、「新荒川道場」は2色カラー4ページである。

## 主な作品
- 荒川道場
  - けがで引退した選手を、そのけがの原因を引き起こしてしまった選手が訪れる。その2人の背後で流れていたテレビでは… - 「みのもんた襲わる!!」
  - 「優勝は阪神で決まり」街頭インタビューで断言した男の悲劇 - 「虎吠える!」
  - 出来心で川崎球場へ行ったOL2人組、そこで起こった出来事とは - 「川崎球場 まだ実在した!」
  - 背番号を34にした大森剛は、突如金田正一並みの剛球を投げるようになる - 「巨人背番号がない!」
- 新荒川道場
  - 福岡ダイエーホークスの代打の切り札、その名は榎本武揚 - 「ぶよさん」
  - 長嶋茂雄は我が息子長嶋一茂を、あまたの「長島2世」と呼ばれた選手を超える存在とすべく… - 「長島三世」
  - 落合博満の新春ディナーショー、そこでの爆弾発言とは… - 「オチヤイさん」
  - 元木大介加入で出番の減った川相昌弘が、病床のファンの元を訪れる - 「川相昌弘 炎の送りバント」
  - 離脱者続出で巨人の優勝危うし。最後の戦士長嶋茂雄が立ち上がる - 「プロ野球最後の日」

## タイトルの元ネタ
荒川博が王貞治に一本足打法を指導した際、その指導ぶりが俗に「荒川道場」と呼ばれるようになった。
ただし、連載当時の荒川の指導は、駒田徳広に一本足打法を伝授したものの結果は芳しくないなど（後に駒田は一本足打法をやめている）、評価があまり高くなく、やくみつるの4コマ漫画等では選手の墓場のような表現をされているような状況であった。

## 書籍
- 「荒川道場」（竹書房）ISBN 4812450411
- 「猛虎はん」（扶桑社）ISBN 4594059600 - 当作品が一部再録されている。